# Soutage
 (mars 2014).
Si vous disposez d'ouvrages ou d'articles de référence ou si vous connaissez des sites web de qualité traitant du thème abordé ici, merci de compléter l'article en donnant les références utiles à sa vérifiabilité et en les liant à la section « Notes et références ».

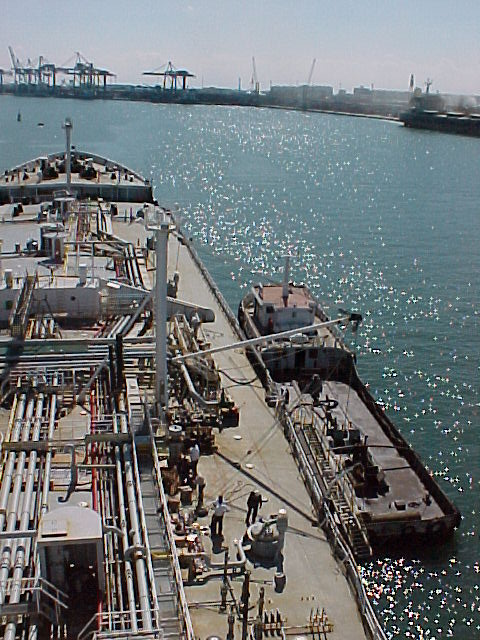
Opération de soutage en cours

Le soutage est l’opération consistant en la prise d’hydrocarbures de soute ou « bunkers » à bord d’un navire. Ces hydrocarbures de soute servent à la propulsion du navire.
Le mot soutage lui-même est très peu utilisé, son équivalent anglais bunkering étant beaucoup plus répandu du fait que l’anglais règne sur le monde maritime.

## Les types d’hydrocarbures
Les hydrocarbures de soute sont divisés principalement en deux classes :
- Le MDO : Marine Diesel Oil. Le MDO est composé de produit résiduel (fioul lourd) et de produit distillé (gazole).
- Heavy Fuel Oil : Fioul lourd

Lors d’un voyage, un navire consomme soit du MDO soit du HFO. Le choix du combustible est fonction de la manœuvrabilité requise : Le MDO est utilisé lorsque le navire rentre au port ou lorsqu’il est soumis à plus de manœuvres. La consommation d’HFO, quant à elle, a lieu lorsque le navire navigue sans manœuvrer.
Le soutage de GNL (Gaz Naturel Liquéfié) est une autre possibilité pour le transport maritime et fluvial. Voir

## L’acheminement des hydrocarbures de soute
Un superpétrolier peut consommer jusqu'à 90 t de fioul par jour et prendre la mer pour une moyenne de 300 jours de navigation, il lui faut donc environ 27 000 t de fioul, pour une dizaine de millions de dollars. Certains ports du monde font de l'avitaillement des navires leur activité principale. Voir
Les hydrocarbures de soute arrivent à bord grâce à un avitailleur - bunker barge en anglais - sorte de péniche spécialisée dans le transbordement de carburant. Cette solution est généralement utilisée dans les ports ou sur les fleuves.
Le soutage peut aussi se faire en mer. Dans ce cas, l'avitailleur vient se mettre à couple du navire, qui se trouve généralement à l'ancre.

## Aspects financiers
Les bunkers font partie du monde du pétrole. C’est pourquoi les prix sont parfois assez élevés.
Ils sont donnés en dollars par tonne. Les graphiques décrivent l’évolution des prix pour le début de l'année 2008. Les graphes et les tableaux sont donnés pour un certain type d’hydrocarbure de soute à un certain endroit.
| Date         | Dollars par tonne | Hausse / Baisse |
| ------------ | ----------------- | --------------- |
| Mai 2008     | 1 055,00          | Hausse          |
| Avril 2008   | 1 013,00          | Hausse          |
| Mars 2008    | 888,00            | Hausse          |
| Février 2008 | 798,00            | Hausse          |
| Janvier 2008 | 792,50            | Hausse          |

| Date         | Dollars par tonne | Hausse / Baisse |
| ------------ | ----------------- | --------------- |
| Mai 2008     | 1 030,50          | Hausse          |
| Avril 2008   | 963,00            | Hausse          |
| Mars 2008    | 870,50            | Hausse          |
| Février 2008 | 773,00            | Hausse          |
| Janvier 2008 | 735,00            | Baisse          |

| Date         | Dollars par tonne | Hausse / Baisse |
| ------------ | ----------------- | --------------- |
| Mai 2008     | 534,50            | Hausse          |
| Avril 2008   | 500,00            | Hausse          |
| Mars 2008    | 480,00            | Hausse          |
| Février 2008 | 454,50            | Baisse          |
| Janvier 2008 | 456,00            | Hausse          |

| Date         | Dollars par tonne | Hausse / Baisse |
| ------------ | ----------------- | --------------- |
| Mai 2008     | 516,00            | Hausse          |
| Avril 2008   | 495,00            | Hausse          |
| Mars 2008    | 471,00            | Hausse          |
| Février 2008 | 436,00            | Baisse          |
| Janvier 2008 | 444,00            | Baisse          |

Les tableaux ci-dessus mettent en évidence que les coûts des hydrocarbures de soute peuvent être très élevés. Cependant, certains endroits sont réputés pour leur faible prix de bunker. C’est pourquoi l’armateur doit essayer de choisir du  mieux qu’il peut la période à laquelle il va prendre des bunkers ainsi que le lieu où il en prendra. 
La prise de bunkers est également déterminée par la quantité de marchandise déjà présente à bord. Si le navire est déjà complètement chargé, il est interdit de prendre plus de masse à bord et par conséquent le chargement de bunker ne sera pas envisageable.